# 田辺友三郎
田辺 友三郎（たなべ ともさぶろう、元治元年（1864年）9月 - 昭和8年（1933年）4月）は、日本の作詞家、教育者。

## 来歴

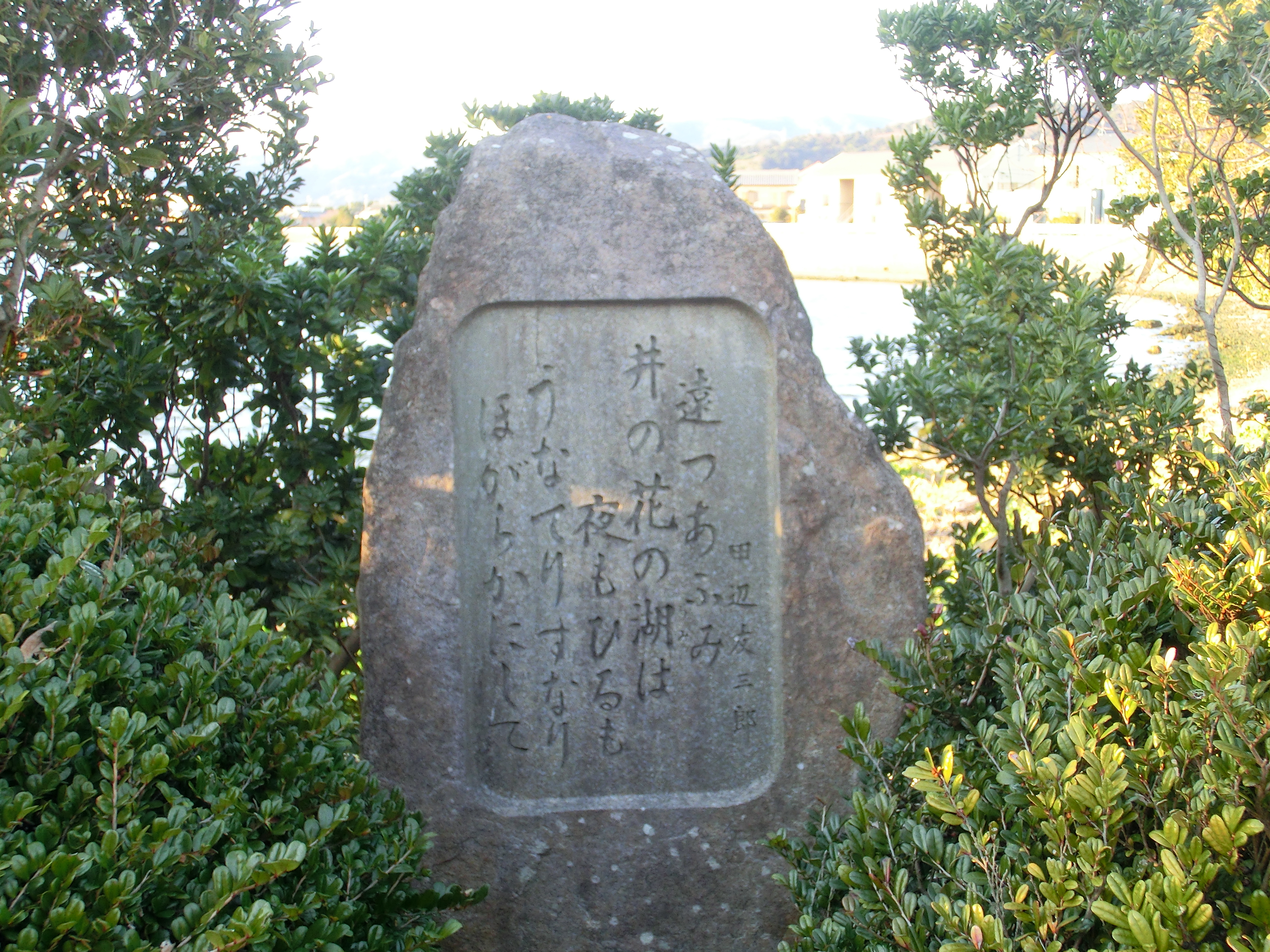
三ヶ日町津々崎にある歌碑

加賀国金沢城下（現在の石川県金沢市）に生まれる。東京高等師範学校在学中には同校の教官であった田村虎蔵や学習院教官の納所弁次郎らに勧められて大和田建樹、佐佐木信綱、巖谷小波らと幼年唱歌の作詞に当たる。卒業後は同附属小学校（現在の筑波大学附属小学校）訓導として唱歌教育を担当した。
後に静岡師範学校へ移り、同校附属小学校（現在の静岡大学教育学部附属静岡小学校）主事を務める。この時期には納所弁次郎の作曲で「モモタロウ」（岡野貞一作曲の文部省唱歌「桃太郎」とは異なる）を発表した。1904年（明治37年）、浜松高等女学校で第2代校長に就任して間もなく校訓「誠・愛・節」を制定した。この校訓は後身の浜松市立高等学校にも継承され、現在に至っている。浜松高女の校長在職時は、代表作の「モモタロウ」から「桃太郎校長」と呼ばれていた。
1905年（明治38年）には日露戦争の勝利を祝う凱旋歌を発表し、この凱旋歌が静岡県に初代の静岡市歌として採用された。1917年（大正6年）、浜松高等女学校校長を退任し掛川実科高等女学校（現在の静岡県立掛川東高等学校）校長を1925年（大正14年）まで務める。その後は三ヶ日町（現在の浜松市浜名区三ヶ日）へ移り、共に静岡県立三ヶ日高等学校（2015年に静岡県立浜松湖北高等学校へ統合）の前身である三ヶ日実科高等女学校と自彊学校で教鞭を執った。
1933年（昭和8年）逝去。享年70歳。墓所は浜松市中央区の西来院境内にある。

## 作品

### 唱歌
- 稲（作曲：田村虎蔵）
- 牛と馬（作曲：吉田信太）
- 運動会（作曲：田村虎蔵）
- おひなさま（作曲：田村虎蔵）
- 烏（作曲：奥好義）
- 友達（作曲：田村虎蔵）
- 羽子（作曲：田村虎蔵）
- 春の野（作曲：田村虎蔵）
- 蜜蜂（作曲：田村虎蔵）
- めぐれ（作曲：田村虎蔵）
- モモタロウ（作曲：納所弁次郎）
- 和気清麿（作曲：田村虎蔵）

### 自治体歌
- 静岡市歌（初代、作曲：田村虎蔵）